# Toshio Irie
Pour les articles homonymes, voir Irie.
Toshio Irie (入江 稔夫, Irie Toshio), né le 5 novembre 1911 à Takatsuki et mort le 8 mai 1974, est un nageur japonais.
Aux Jeux olympiques de 1928 se tenant à Amsterdam, il termine quatrième de la finale du 100 mètres dos. Il détient le record du monde de natation messieurs du 200 mètres dos du 14 octobre 1928 au 16 juin 1930 avec un temps de 2 min 37 s 8.
Il dispute ensuite les Jeux olympiques de 1932 à Los Angeles ; la finale du 100 mètres dos est dominée par les Japonais qui monopolisent le podium ; Toshio Irie est lui médaillé d'argent.
Toshio Irie est diplômé en sciences et ingénierie à l'université Waseda.